# Каниашир
Каниашир (арм. Կանիաշիր) — село в Арагацотнской области Армении. 

## География
Село расположено в северной части марза, при автодороге , на расстоянии 49 километров к северо-западу от города Аштарак, административного центра области. Абсолютная высота — 2070 метров над уровнем моря.
Климат
Климат характеризуется как умеренно холодный, влажный (Dfa в классификации климатов Кёппена).

## Население
| Год переписи | Население          | Население          | Население          | Население            | Население            | Население            |
| Год переписи | Наличное население | Наличное население | Наличное население | Постоянное население | Постоянное население | Постоянное население |
| Год переписи | Всего              | Мужчины            | Женщины            | Всего                | Мужчины              | Женщины              |
| ------------ | ------------------ | ------------------ | ------------------ | -------------------- | -------------------- | -------------------- |
| 2001         | 292                | 122                | 170                | 345                  | 155                  | 190                  |
| 2011         | 266                | 139                | 127                | 292                  | 151                  | 141                  |